# Las buenas compañías (película)
Las buenas compañías es una película dramática hispano-francesa de 2023 dirigida por Sílvia Munt y protagonizada por Alicia Falcó, Itziar Ituño y Elena Tarrats. Está basada en la lucha feminista por el derecho al aborto en España, las redes que facilitaban el aborto en Francia y el caso conocido como de "las 11 de Basauri" un grupo de mujeres que vivieron un proceso penal acusadas de haber abortado.

## Sipnosis
La película está ambientada en el verano de 1977. Bea tiene 16 años y se suma a los aires de cambio que recorren el país; colabora con un grupo de mujeres para visibilizar la causa feminista y lograr la aprobación del derecho al aborto. La rebeldía que siente en la sangre se mezclará con un sentimiento inesperado que trastocará su mundo interior. A lo largo de estos meses, Bea entablará una amistad muy especial con Miren, una chica algo mayor que ella y de buena familia. Su compromiso político y su relación con Miren convertirán ese verano en una etapa que marcará un antes y un después en su vida.

## Contexto histórico
La película está basada en hechos reales y aborda la historia de un grupo de mujeres en 1977 durante la transición democrática que lucharon para visibilizar la causa feminista, lograr la aprobación del derecho al aborto y reclamar la amnistía para "las 11 de Basauri" un grupo de mujeres que vivieron un proceso penal desde 1976 hasta 1985 acusadas de haber abortado. El caso impulsó la ley del aborto en España aprobada en 1985.

## Reparto
- Alicia Falcó como Beatriz «Bea» Askasibar
- Itziar Ituño como Feli
- Elena Tarrats como Miren Goicoetxea
- Ainhoa Santamaría como Belén
- María Cerezuela como Toto
- Nagore Cenizo Arroyo como Asun
- Heren de Lucas como Maite
- Sara Barroeta como Pili
- Mikel Laskurain como Juan Mari
- Iván Massagué como Rafa
- Mikel Tello como Julián
- Miguel Garcés como Juanjo
- Itziar Aizpuru como Sagrario
- Garazi Urkola como Nekane

## Producción
La película es una producción hispanofrancesa en coproducción con Manny Films y La Fidéle Production que cuenta con la participación de RTVE, EITB y TV3.

## Premios y reconocimientos
- 2023 Premio del Público al Mejor Largometraje en el 20º Festival de Cine y Derechos Humanos de San Sebastián.[7]
- 2023 Premio del jurado joven a la mejor película del Festival de cine de Málaga.[4]